# Reinhold Rieger
Reinhold Rieger (* 1956 in Ludwigshafen am Rhein) ist ein deutscher evangelischer Theologe.

## Leben
Er studierte Theologie, Philosophie und Germanistik. Nach der Promotion zum Dr. theol. 1988 in Tübingen und der Habilitation ebenda 2004 ist er Akademischer Oberrat an der Evangelisch-Theologischen Fakultät der Universität Tübingen. Er ist außerplanmäßiger Professor für Kirchengeschichte an der Evangelisch-Theologischen Fakultät der Universität Tübingen.
Seine Forschungsgebiete sind Theologiegeschichte des Mittelalters, Luther und Theologiegeschichte des 19. Jahrhunderts.

## Schriften (Auswahl)
- Interpretation und Wissen. Zur philosophischen Begründung der Hermeneutik bei Friedrich Schleiermacher und ihrem geschichtlichen Hintergrund. Berlin 1988, ISBN 3-11-011593-X.
- Contradictio. Theorien und Bewertungen des Widerspruchs in der Theologie des Mittelalters. Tübingen 2005, ISBN 3-16-148741-9.
- Von der Freiheit eines Christenmenschen. De libertate christiana. Tübingen 2007, ISBN 3-16-149362-1.
- Hrsg. (mit Matthias Morgenstern): Das Tübinger Institutum Judaicum. Beiträge zu seiner Geschichte und Vorgeschichte seit Adolf Schlatter (= Contubernium, Bd. 83). Steiner, Stuttgart 2015, ISBN 978-3-515-11128-7.
- Martin Luthers theologische Grundbegriffe. Von „Abendmahl“ bis „Zweifel“. Tübingen 2017, ISBN 3-8252-4871-2.